# Antimikrobni agens
Antimikrobik je agens koji ubija mikroorganizme ili inhibira njihov rast. Antimikrobni lekovi se mogu grupisati po mikroorganizmima na koje prvenstveno deluju. Na primer, antibakterijali (poznatiji kao antibiotici) se koriste protiv bakterija, a antifungali se koriste protiv gljiva. Oni se takođe mogu klasifikovati po njihovoj funkciji. Antimikrobici koji ubijaju mikrobe su mikrobicidi, a oni koji inhibiraju njihov rast su mikrobiostatici. Dizinfektanti kao što je izbeljivač su neselektivni antimikrobici.
Poznato je da je upotreba supstanci sa antimikrobnim svojstvima uobičajena praksa najmanje par hiljada godina. Antički Egipćani i antički Grci su koristili specifične ekstrakte iz buđi i biljki za tretiranje infekcija. U bližoj prošlosti, mikrobiolozi poput Luja Pastera su primetili antagonizam između pojedinih bakterija i diskutovali mogućnost primene tih interakcija u medicini. Aleksander Fleming je 1928 otkrio prirodne antimikrobne gljive, poznate kao penicillium rubens. On je nazvao supstancu ekstahovanu iz gljiva penicilin i ona je 1942. uspešno korišćena za treatman streptococcus infekcije. Penicilin se pokazao efektivnim u lečenju mnogih drugih infektivnih bolesti, kao što su gonoreja, streptokokni faringitis i pneumonija, koje su ranije bile potencijalno fatalne za pacijente.
U današnje vreme postoje brojni antimikrobni agensi za tretman širokog spektra infektivnih bolesti.